# Filipijnse kortvleugel
De Filipijnse kortvleugel (Brachypteryx poliogyna) is een zangvogel uit de familie Muscicapidae (vliegenvangers).
De vogel werd in1895 door  William Robert Ogilvie-Grant geldig beschreven. Later werd de soort beschouwd als een ondersoort van de blauwe kortvleugel, B. montana (sensu lato). De vogel is endemische soort op de Filipijnen.

## Kenmerken
De vogel is 12 tot 13 cm lang, iets kleiner dan een roodborst (E. rubecula), maar met hetzelfde gedrongen postuur. Het mannetje is blauwzwart, van boven en iets lichter van onder met een smalle, korte wenkbrauwstreep. Het vrouwtje van sommige ondersoorten is ook donkerblauw met een  roestbruine kop.

## Verspreiding en leefgebied
De leefgebieden liggen in terrein met montaan bos en struikgewas op hoogten tussen 600 en 2000 meter boven zeeniveau. In de verschillende regio's en eilanden komen zeven verschillende ondersoorten voor:
- B. p. poliogyna: Noord-Luzon.
- B. p. andersoni: Zuid-Luzon.
- B. p. mindorensis: Mindoro.
- B. p. sillimani: Palawan.
- B. p. brunneiceps: Negros en Panay.
- B. p. malindangensis: Mount Malindang op Mindanao.
- B. p. mindanensis:	Mount Apo op Mindanao.

De populatiegrootte van deze vogel is niet gekwantificeerd, maar gaat waarschijnlijk in aantal achteruit door habitatverlies. De mate van achteruitgang ligt waarschijnlijk onder de drempel voor een status gevoelig of kwetsbaar op de rode lijst van de IUCN.